# Дзяк Георгій Вікторович
Гео́ргій Ві́кторович Дзяк (20 березня 1945, Дніпропетровськ — 24 листопада 2016) — український науковець, кардіолог, педагог. Один з провідних науковців у галузі ревматології та кардіології. Доктор медичних наук (1981), професор (1983). Лауреат Державної премії України в галузі науки і техніки (2003). Заслужений діяч науки і техніки України (1990). Академік Академії медичних наук України (1997). Був депутатом VI скликання (2006-2010 роки) Дніпропетровської міської ради.

## Біографія
Дзяк Георгій Вікторович народився 20 березня 1945 року у Дніпропетровську. 1968 року закінчив Дніпропетровський медичний інститут та здобув спеціальність «лікувальна справа». Вступив до аспірантури на кафедру факультетської терапії. 1970 року захистив кандидатську дисертацію на тему «Особливості зовнішнього дихання і кардіогемодинаміки у спортсменів-плавців, підводників і водолазів». 1980 року захистив докторську дисертацію на тему «Гіпертрофія і дистрофія міокарда як наслідок гіперфункції серця». З 1979 року завідував кафедрою госпітальної терапії, з 1996 по 2016 рік — ректор Дніпропетровської державної медичної академії. З 2006 по 2010 рік був депутатом VI скликання Дніпропетровської міської ради по одномандатному мажоритарному виборчому округу № 56, безпартійний. У цей же час член постійної комісії міської ради з питань охорони здоров'я та екології.

## Наукова діяльність
Основні напрями наукової діяльності: внутрішні хвороби, кардіологія, ревматологія. Ним досліджено механізми адаптації хворих з ревматичними вадами серця, охарактеризовано типи порушень легеневого та серцевого кровообігу, запропоновано засоби профілактики і лікування хворих на ревматизм, вивчено особливості порушень серця при гіпертонічній та ішемічній хворобах серця.
Автор понад 400 наукових праць, в тому числі 20 монографій, 2 підручника, 15 навчальних посібників з проблем ішемічної хвороби серця, артеріальної гіпертензії, пороків серця, ревматоїдного артриту. Автор 18 винаходів і 23 патентів. Підготував 19 докторів та 68 кандидатів медичних наук.
Був заступником голови асоціації кардіологів України, головою експертної ради ВАК України, головою Проблемної комісії МОЗ та НАМН України «Кардіологія та ревматологія», заступником головного редактора «Українського кардіологічного журналу», головою редакційної ради журналу «Медичні перспективи».

### Наукові праці
- «Реографія серця і судин» (1977 p.)
- «Ревматизм и приобретенные пороки сердца» (1982 p.)
- «Лікарсько-трудова експертиза у практиці терапевта» (1994 p.)
- «Лікувальна фізкультура та спортивна, медицина» (1995 p.)
- «Нестероидные противовоспалительные препараты» (1999 р.)
- «Тромбоэмболия легочной артерии» (2004 p.)
- «Фракционированные и нефракционированные гепарины в интенсивной терапии» (2005 p.).
- «Суточное мониторирование артериального давления» (2005 р.)
- «Клініко-ЕКГ синдроми» (2008 р.)
- «Пептиды вазопрессинового ряда и поведение» (2009 р.)

## Нагороди та почесні звання

### Нагороди
- Орден «За заслуги» ІІІ (1997 р.) та ІІ ступеня (2001 р.)
- Орден «Святого Станіслава» IV ступеня (Польща, 2001 р.)
- «Орден пошани» (Придністровська Молдавська Республіка, 2009 р.)
- Золота медаль Альберта Швейцера за великі заслуги у справі гуманізму й медицини (1998 р.)
- Медаль «За вірну службу рідному місту» (2000 р.)
- Медаль «За заслуги в охороні здоров'я» академіка М. Д. Стражеска (2001 р.)
- Почесна Грамота МОЗ України (1995 р.) (1998 р.)
- Почесна Грамота Верховної Ради України (2003 р.)
- Почесна Грамота фонду соціального захисту підтримки і допомоги вченим України (2004 р.)
- Почесна Грамота Кабінету Міністрів України (2005 р.)
- Відзнака голови Обласної державної адміністрації «За розвиток регіону» (2000 р.)
- Нагорода міжнародного відкриття Рейтингу популярності та якості «Золота фортуна» (2001 р.)
- «Почесний громадянин міста Дніпропетровська» (2001 рік).
- Державна премія України в галузі науки і техніки (2003 р.)
- «Найкращий роботодавець року» (2005 р.).

### Почесні звання
- Заслужений діяч науки і техніки України (1990 р.)
- Член-кореспондент Академії медичних наук України (1994 р.).
- Дійсний член (академік) Нью-Йоркської академії наук (з 1995 року).
- Дійсний член (академік) Академії медичних наук України (1997 р.).
- Член Академії медицини Польщі (з 1998 року).
- Дійсний член Петровської академії наук і мистецтв Росії (з 1998 року).
- Почесний член Української академії наук (2004 р.)[2]

## Вшанування пам'яті
25 березня 2020 року Дніпровська міська рада перейменувала вулицю Медичну на вулицю Академіка Георгія Дзяка.